# Coussapoa curranii
Coussapoa curranii là loài thực vật có hoa trong họ Tầm ma. Loài này được S.F.Blake mô tả khoa học đầu tiên năm 1919.